# Deadline (Fernsehserie)
Deadline ist eine Serie im Law & Order-Serienuniversum und startete im Oktober 2000 in den Vereinigten Staaten. Die Fernsehserie wurde nach nur sieben Monaten wegen geringen Einschaltquoten eingestellt, es entstanden 13 Folgen.

## Handlung
Wallace Benton ist ein Journalist für ein New Yorker Boulevardmagazin namens New York Ledger.
Er arbeitet an der Seite von seiner baldigen Ex-Frau und verschiedenen anderen Menschen, wo er es schafft mit seinen journalistischen Instinkten, eine Geschichte ganz gleich, was es braucht, zu bekommen.
Er hat dazu eine Menge, teilweise hinterhältige, Tricks auf Lager, immer auf der Suche nach weiteren Informationen, um genau die richtige Note für seine Artikel zu finden.

## Besetzung
| Rolle          | Schauspieler  | Staffeln | Episoden |
| -------------- | ------------- | -------- | -------- |
| Wallace Benton | Oliver Platt  | 1        | 1–13     |
| Charles Foster | Damon Gupton  | 1        | 1–13     |
| Nikki Masucci  | Bebe Neuwirth | 1        | 1–13     |
| Hildy Baker    | Lili Taylor   | 1        | 1–13     |
| Brooke Benton  | Hope Davis    | 1        | 1–13     |
| Si Beekman     | Tom Conti     | 1        | 1–13     |

## Wissenswertes
- Die Serie gehört zum Law & Order-Universum, weil die behandelte Zeitung häufig in diesem Serienuniversum gelesen wird.[2]